# Raye (Sängerin)

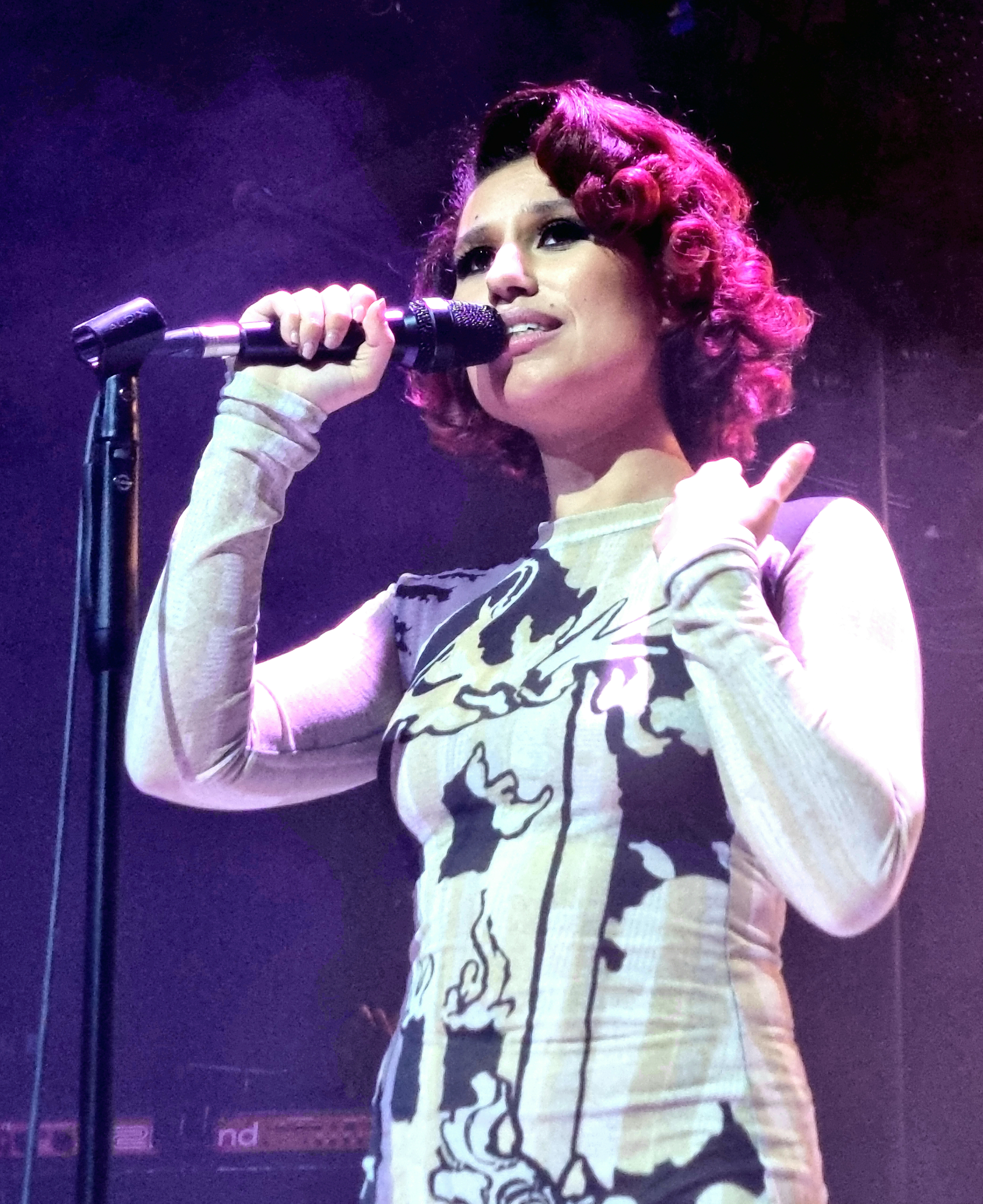
Raye 2023 im Pryzm in Kingston

Raye (* 24. Oktober 1997 als Rachel Agatha Keen in London) ist eine britische R&B- und Pop-Sängerin und Songwriterin.

## Biografie
Rachel Keen wurde im Londoner Stadtbezirk Tooting geboren. Im Alter von zehn Jahren begann sie, ihre ersten Lieder zu schreiben und mehrere Musikinstrumente zu erlernen. Mit 14 Jahren wurde sie bei der BRIT School aufgenommen, die sie allerdings nach zwei Jahren abbrach.
Im Dezember 2014 veröffentlichte sie ihre Debüt-EP Welcome to the Winter, im Frühjahr 2015 folgten mit Flowers und Alien die ersten Single-Veröffentlichungen. 2015 wurde Olly Alexander, Sänger der Band Years & Years, auf Raye aufmerksam und schickte ihren Song Hotbox an das Label Polydor; dieses gab ihr kurze Zeit später einen Plattenvertrag.
Raye war als Songwriterin an der im April 2015 veröffentlichten Single All Cried Out des britischen House-Duos Blonde beteiligt und stieg damit erstmals in die britischen Charts ein, wo der Song bis auf Platz 4 kam. 2016 veröffentlichte sie ihre zweite Solo-EP Second. Als Gastsängerin auf den Singles By Your Side von Jonas Blue und insbesondere You Don’t Know Me von Jax Jones erzielte sie Ende 2016 bzw. ab Anfang 2017 zwei europaweite Hits und erlangte damit internationale Bekanntheit. You Don’t Know Me war eine der zehn meistverkauften Singles des Jahres 2017 im Vereinigten Königreich.
Im Mai 2018 veröffentlichte Raye ihre dritte EP Side Tape. Sie verließ aber im Juni 2021 das Label Polydor, weil sie nicht, wie versprochen, ein eigenes Album veröffentlichen konnte.
Im Oktober 2022 veröffentlichte Raye in Zusammenarbeit mit 070 Shake ihre Single Escapism. Diese gewann Popularität in den sozialen Netzwerken und platzierte sich Ende 2022 international in mehreren Charts. Im Februar 2023 veröffentlichte sie das Album My 21st Century Blues als unabhängige Künstlerin. Sie wurde dafür im selben Jahr für den Mercury Prize nominiert und gewann bei den Brit Awards 2024 die Rekordzahl von sechs Auszeichnungen in den Kategorien Künstler des Jahres (Artist of the Year), Best R&B-Act, bester neuer Künstler (Best New Artist), bestes Album mit My 21st Century Blues (British Album of the Year) sowie mit Escapism. beste Single des Jahres (Best Single of the Year).
2025 erhielt Raye zwei Nominierungen bei den Grammy-Awards in den Kategorien „bester neuer Künstler“ und „Songwriter of the Year, non-classical“. Im Januar 2025 wurde Raye erneut in der Kategorie „Best R&B Act“ für einen Brit Awards nominiert; sie gewann die Auszeichnung wie bereits im Vorjahr.

## Diskografie
Studioalben

| Jahr | Titel Musiklabel                                  | Höchstplatzierung, Gesamtwochen, AuszeichnungChartplatzierungen (Jahr, Titel, Musiklabel, Platzierungen, Wochen, Auszeichnungen, Anmerkungen) | Höchstplatzierung, Gesamtwochen, AuszeichnungChartplatzierungen (Jahr, Titel, Musiklabel, Platzierungen, Wochen, Auszeichnungen, Anmerkungen) | Höchstplatzierung, Gesamtwochen, AuszeichnungChartplatzierungen (Jahr, Titel, Musiklabel, Platzierungen, Wochen, Auszeichnungen, Anmerkungen) | Höchstplatzierung, Gesamtwochen, AuszeichnungChartplatzierungen (Jahr, Titel, Musiklabel, Platzierungen, Wochen, Auszeichnungen, Anmerkungen) | Höchstplatzierung, Gesamtwochen, AuszeichnungChartplatzierungen (Jahr, Titel, Musiklabel, Platzierungen, Wochen, Auszeichnungen, Anmerkungen) | Anmerkungen                                               |
| Jahr | Titel Musiklabel                                  | DE | AT | CH | UK | US | Anmerkungen                                               |
| ---- | ------------------------------------------------- | --- | --- | --- | --- | --- | --------------------------------------------------------- |
| 2020 | Euphoric Sad Songs Polydor (UMG)                  | — | — | — | — | — | Erstveröffentlichung: 20. November 2020                   |
| 2023 | My 21st Century Blues. Human Re Sources (Membran) | DE34 (1 Wo.)DE | — | CH17 (3 Wo.)CH | UK2 Gold · (21 Wo.)UK | US58 (4 Wo.)US | Erstveröffentlichung: 3. Februar 2023 Verkäufe: + 167.500 |